# سباق طواف فرنسا 2006
سباق طواف فرنسا 2006 من سلسلة سباقات سباق طواف فرنسا. أقيم هذا السباق في تاريخ 1 يوليو - 23 يوليو، 2006 على 21 مراحل. بعد مرور 89 ساعة و40 دقيقة و27 ثانية وبعد طي 3657.1 كم بمتوسط 40.789 كم في الساعة فاز بالميدالية الذهبية أوسكار بيريرو من إسبانيا، فيما حصد أندرياس كلودن من ألمانيا الميدالية الفضية، وكانت الميدالية البرونزية من نصيب كارلوس ساستري من إسبانيا.

## الميداليات
| ذهب                     | فضة                     | برونز                   |
| أوسكار بيريرو - إسبانيا | أندرياس كلودن - ألمانيا | كارلوس ساستري - إسبانيا |